# Gerald Häfner
Gerald Häfner, né le 3 novembre 1956 à Munich, est un homme politique allemand élu député européen de 2009 à 2014.

## Biographie
Il participe à la création des Verts à la fin des années 1970 et est élu pour la première fois au Bundestag lors des élections fédérales allemandes de 1987. À la suite de la réunification allemande, son parti n'est pas représenté dans le 12e Bundestag. Il revient au parlement fédéral à la suite des élections fédérales de 1994 et siège comme député une nouvelle fois de 2001 à 2002.
Membre du parlement européen depuis 2009, il siège au sein du groupe des Verts/Alliance libre européenne. Il est membre de la commission des affaires juridiques et de la commission des affaires constitutionnelles. Il est vice-président de la délégation pour les relations avec la Péninsule coréenne.
Gerald Häfner est connu pour son engagement en faveur du revenu de base et de la Démocratie participative.
Il est un membre influent de l'anthroposophie.